# Петар Берон
Петар Берон (також правильним є — Петир Берон (болг. Петър Берон), (*бл. 1799 —†21 березня 1871) — болгарський вчений, просвітник, педагог, представник Болгарського національного відродження.

## Життєпис
Стосовно року народження існують розбіжності. Називають 1795, 1798, 1799 та 1800 роки. Син крупного торговця. Навчався у церковній школі Брашова. Згодом перебрався до Бухареста, де отримав чудову освіту у грецького енциклопедиста К. Вардалаха. Згодом вивчав філософію в Гейдельберзькому університеті і медицину — у Мюнхенському.
У 1831 році захистив докторську дисертацію і повернувся до Румунії. На той час володів 9 іноземними мовами. Після нетривалого перебування у Бухаресті, перебував у Парижі, Берліні, Лондоні, Відні, Празі та Афінах. У 1871 році повернувся до Румунії. Тут у місті Крайова помер 21 березня того ж року.

## Наукова діяльність
Автор близько 32 наукових робіт. Широку відомим став «Буквар з різними повчаннями» (1824 року), що являв собою перший болгарський підручник з абеткою і граматикою болгарської мови, з відомостями з історії, природознавства, географії та арифметики. Берон склав свій підручник за прикладом грецьких, сербських і російських посібників. Написаний розмовною мовою, він був розрахований на сучасні методи класного навчання. До середини століття підручник витримав п'ять видань.
Берон був одним з перших болгарських вчених-енциклопедистів, який свідомо освоював і пропагував раціоналістичні ідеї в Болгарії. Відомими стали «Небесна фізика», «Фізична хімія», «Система геології», «Система атмосферологія», «Слов'янська філософія».
Образ Берона зобразили на болгарській банкноті номіналом у 10 левів 1999 року.